# Veliko Svinjičko
Veliko Svinjičko falu Horvátországban, Sziszek-Monoszló megyében. Közigazgatásilag Sziszekhez tartozik.

## Fekvése
Sziszek belvárosától légvonalban 15, közúton 29 km-re délkeletre a Lónyamező északi részén fekszik.

## Története
Valószínűleg a török veszély csökkenésével 18. században telepítették be horvát lakossággal. 1773-ban az első katonai felmérés térképén „Dorf Svinichko” néven szerepel. A falunak 1857-ben 701, 1910-ben 831 lakosa volt.
A 20. század első éveiben a kilátástalan gazdasági helyzet miatt sokan vándoroltak ki a tengerentúlra. 1918-ban az új szerb-horvát-szlovén állam, majd később Jugoszlávia része lett. A II. világháború idején a Független Horvát Állam része volt. A háború után a béke időszaka köszöntött a településre. Enyhült a szegénység és sok ember talált munkát a közeli városokban. A falu 1991. június 25-én a független Horvátország része lett. 2011-ben 275 lakosa volt.

## Népesség
| Lakosság változása | Lakosság változása | Lakosság változása | Lakosság változása | Lakosság változása | Lakosság változása | Lakosság változása | Lakosság változása | Lakosság változása | Lakosság változása | Lakosság változása | Lakosság változása | Lakosság változása | Lakosság változása | Lakosság változása | Lakosság változása |
| ------------------ | ------------------ | ------------------ | ------------------ | ------------------ | ------------------ | ------------------ | ------------------ | ------------------ | ------------------ | ------------------ | ------------------ | ------------------ | ------------------ | ------------------ | ------------------ |
| 1857               | 1869               | 1880               | 1890               | 1900               | 1910               | 1921               | 1931               | 1948               | 1953               | 1961               | 1971               | 1981               | 1991               | 2001               | 2011               |
| 701                | 773                | 777                | 843                | 780                | 831                | 789                | 786                | 717                | 687                | 615                | 516                | 424                | 357                | 283                | 275                |

## Nevezetességei
A Szentlélek tiszteletére szentelt kápolnája.